# Річард Вестон
Річард Вестон (англ. Richard Weston; 1 березня 1577 — 13 березня 1635) — державний діяч Англійського королівства, 1-й граф Портланд.

## Життєпис
Походив зі старовинної англійського католицького роду Вестонів. Старший син Джерома Вестона, верховного шерифа Ессекса, і Марії Кейв. Народився 1577 року в Роксвеллі (графство Ессекс). Здобув юридичну освіту, проходив практику в судовому іні Міддл Темпл.
1601 року обирається до парламенту від Молдону. У 1603 році був посвячений у лицарі. 1604 року знову обирається до парламенту, тепер від Мідгерсту. Надалі регулярно обирався до парламенту від Ессексу (1614 рік), Арунделу (1622 рік), Босіні (1624 рік), Каллінгтону (1625 рік) і Бодміну (1626 рік). Останні 3 каденції обирався від округів Корнуеллу. Водночас брав участь у посольствах до Іспанії, Іспанських Нідерландів та Богемії. Вів перемовини щодо повернення Пфальцу зятю короля Фрідріху Віттельсбаху.
Після повернення до Англії в 1621 році призначається канцлером скарбниці. Виступав проти війн з Іспанією в 1623 році. На думку Вестона необхідно було відмовитися від активної зовнішньої політики, оскільки вона вимагала багато грошей і давала замало зиску. Навпроти слід зосередитися на розв'язанні внутрішніх питань.
1625 року при новому королі Карлі I зберіг цю посаду. Виявився здібним фінансовим менеджером. 1626 року виступив проти війни з Францією, та вступив у конфлікт з впливовим королівським фаворитом Джорджем Вільєрсом, герцогом Бекінгемом. 13 квітня 1628 року отримав титул барона Нейленда у Саффолку, ставши таким чином пером Англії, у липні — був призначений лордом-скарбником Англії та кавалером Ордену Підв'язки. У серпні того ж року після загибелі герцога Бекінгема набув значного впливу при королівському дворі. Призначається Першим лордом адміралтейства (Вестон став першою особою, хто обійняв цю посаду). Невдовзі став фактичним очільником так званої «іспанської партії», куди входили також барон Френсіс Коттіннгтон, канцлер скарбниці, та Френсіс Віндебенк, державний секретар. Карл I з усіх ключових питань радився з Вестоном. Це викликало невдоволення знаті та бюргерства, оскільки той був відкритим католиком.
Вступив у протистояння з «французькою партією» королеви Генрієтти-Марії за відмову в грантах для її фаворитів. Разом з тим зумів знайти способи зібрати гроші для наповнення скарбниці, навіть коли було неможливо забезпечити співпрацю парламенту: успішно збирав мита, штрафи за ухиляння від лицарського звання та порушення лісових законів, торгував монопольними патентами, систематизував продаж посад, відновив корабельне мито, при цьому запобігаючи подальшому збільшенню витрат короля, Його політика виявилася вкрай непопулярною, тому в 1629 році він уникнув імпічменту лише завдяки розпуску парламенту. Невдовзі призначається лорд-лейтенантом Ессексу. Того ж року переконав короля укласти мир із Францією (Сузький договір, за яким Англія зберегла деякі колонії на Ньюфаунделнді та підтверджено шлюб Карла I з представницею династії Бурбонів), а 1630 року — з Іспанією (Мадридський договір. за яким англійські торгівці отримали доступ до іспанських портів, натомість іспанцям було обіцяно захист від голландських піратів в англійських водах), усунувши навантаження на скарбницю. 
1631 року стає лорд-лейтенантом Гемпширу. На знак визнання заслуг 1632 року король організував шлюб сина Річарда Вестона — Джерома — зі своєю троюрідною сестрою Франсіс, донькою Есме Стюарта, графа Ленокса. Вестон активно взаємодіяв з Томасом Вентвортом, якому сприяв отримати посаду лорд-заступника Ірландії. 
У 1632—1633 роках підтримував ідею союзу з Іспанією в обмін на отримання від останньої значних субсидій та повернення Пфальца сину Фрідріха Віттельсбаха. Натомість англійці повинні були зайняти фортеці у Фландрії, яку охороняти від голландських військ, або патрулювали узбережжя Нідерландів. 17 лютого 1633 року Річард Вестон отримав титул графа Портленда. 1634 року сприяв підписанню таємної угоди з Іспанією. Водночас фактично перешкоджав найманню військ Йоганом Оксеншерною. Влітку звинувачений Вільямом Лодом, архієпископом Кентерберійським, у загарбання грошей у розмірі 100 тис. крон від продажу лісу для військових суден. Але король взяв Вестона під захист. Помер 1635 року, залишивши бездефіцитний бюджет та наповнену скарбницю.

## Родина
1. Дружина — Єлизавета Пінчеон з Райтла в Ессексі.
Діти:
- Марія (2 січня 1603 — після 1678), дружина Волтера Форфара, лорда Астона з Ферфара
- Річард, помер дитиною
- Єлизавта (д/н—1656), дружина віконта Джона Неттервіля

2. Дружина — Франсіс Волдегрейв
Діти:
- Анна
- Бенджамін
- Джером (1605—1663), 2-й граф Портленд
- Томас (1609—1688), 4-м граф Портленд